# SUSI (Wohnprojekt)

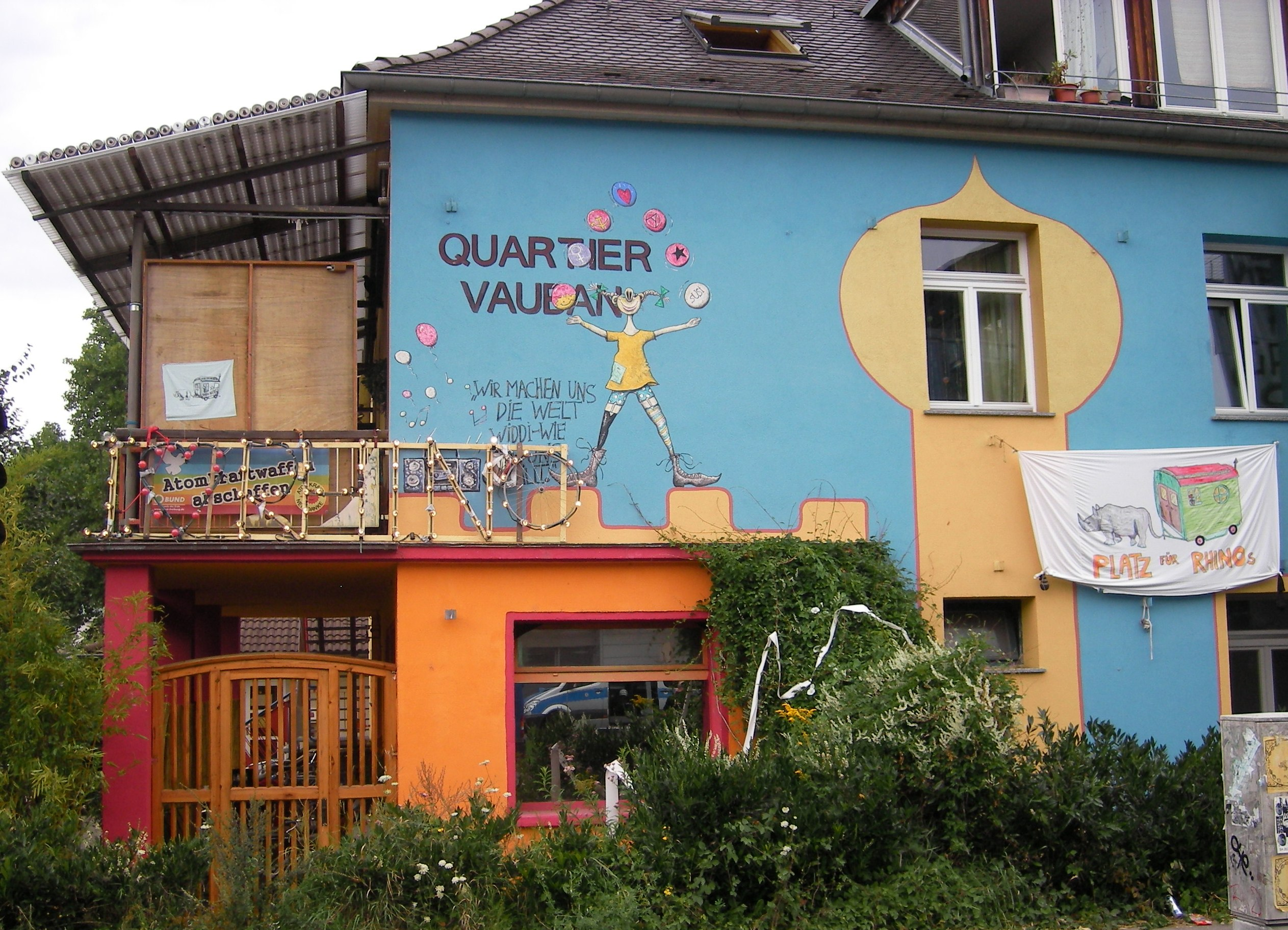
Blick von Osten auf Haus A

Die Selbstorganisierte unabhängige Siedlungsinitiative (SUSI) ist ein seit 1993 bestehendes Wohnprojekt im Freiburger Stadtteil Vauban. In den vier Häusern leben 260 Personen, weitere in rund einem Dutzend Bauwagen zwischen den Häusern. SUSI ist Mitglied im Mietshäuser Syndikat.

## Allgemein
Mit dem Abzug der französischen Armee 1992 aus Freiburg wurden 38 Hektar Gelände (der ehemaligen Schlageter-Kaserne (1937–1945) bzw. Vauban-Kaserne (1945–1992)) frei, auf dem in den Folgejahren der Stadtteil Vauban errichtet wurde. Parallel wurde eine umfangreiche städteplanerische Diskussion zur Nutzung der Flächen geführt. Die Freiburger Stadtverwaltung plante zunächst den Abriss sämtlicher Häuser auf dem gesamten Kasernengelände, die heutigen SUSI-Häuser A (Vaubanallee 2) bis D (Vaubanallee 8) konnten jedoch vom Bund erworben, saniert und damit erhalten werden.

## Geschichte
Die 1990er Jahre waren in Freiburg gekennzeichnet von Knappheit insbesondere von größeren (WG-geeigneten) Wohnungen und hierdurch stark ansteigenden Mieten. Durch die frei werdenden 1937/38 erstellten Militärgebäude entschärfte sich diese Situation. Eine anfangs rein studentische Gruppe entwickelte ein Konzept, gemäß dem statt Abriss und Vermarktung der überwiegende Teil der Häuser und insbesondere die 24 Mannschaftsgebäude erhalten bleiben sollten. Die Gebäude befanden sich in solidem und baubiologisch unbedenklichem Zustand. Letztlich konnten jedoch nur wenige Häuser im heutigen Stadtteil Vauban (neben SUSI etwa das Stadtteilzentrum Haus 037) erhalten werden.
Ende 1990 wurde der Verein Selbstorganisierte Unabhängige Siedlungsinitiative e. V. gegründet, 1992 beschloss der Freiburger Gemeinderat, vier Kasernengebäude an SUSI zu übergeben. Im Sommer 1993 begann die Nutzung („stille Besetzung“) von Haus C, im Herbst konnte ein Generalmietvertrag für alle vier Häuser unterzeichnet werden. Der Kauf der Häuser sowie der Abschluss des Erbbaurechtsvertrages für die Grundstücke durch die SUSI GmbH Wohn- und Beschäftigungsprojekt erfolgte im Januar 1995. Um einer möglichen Reprivatisierung vorzubeugen, beschloss das Projekt 1997, Mitglied im Mietshäuser Syndikat zu werden. Im Frühjahr 1998 waren alle vier Häuser mit ihren 45 Wohneinheiten umgebaut und bezugsfertig, seither wird insbesondere an der weiteren Verbesserung der Energie-Effizienz der Gebäude gearbeitet.

## Ideen und Konzepte

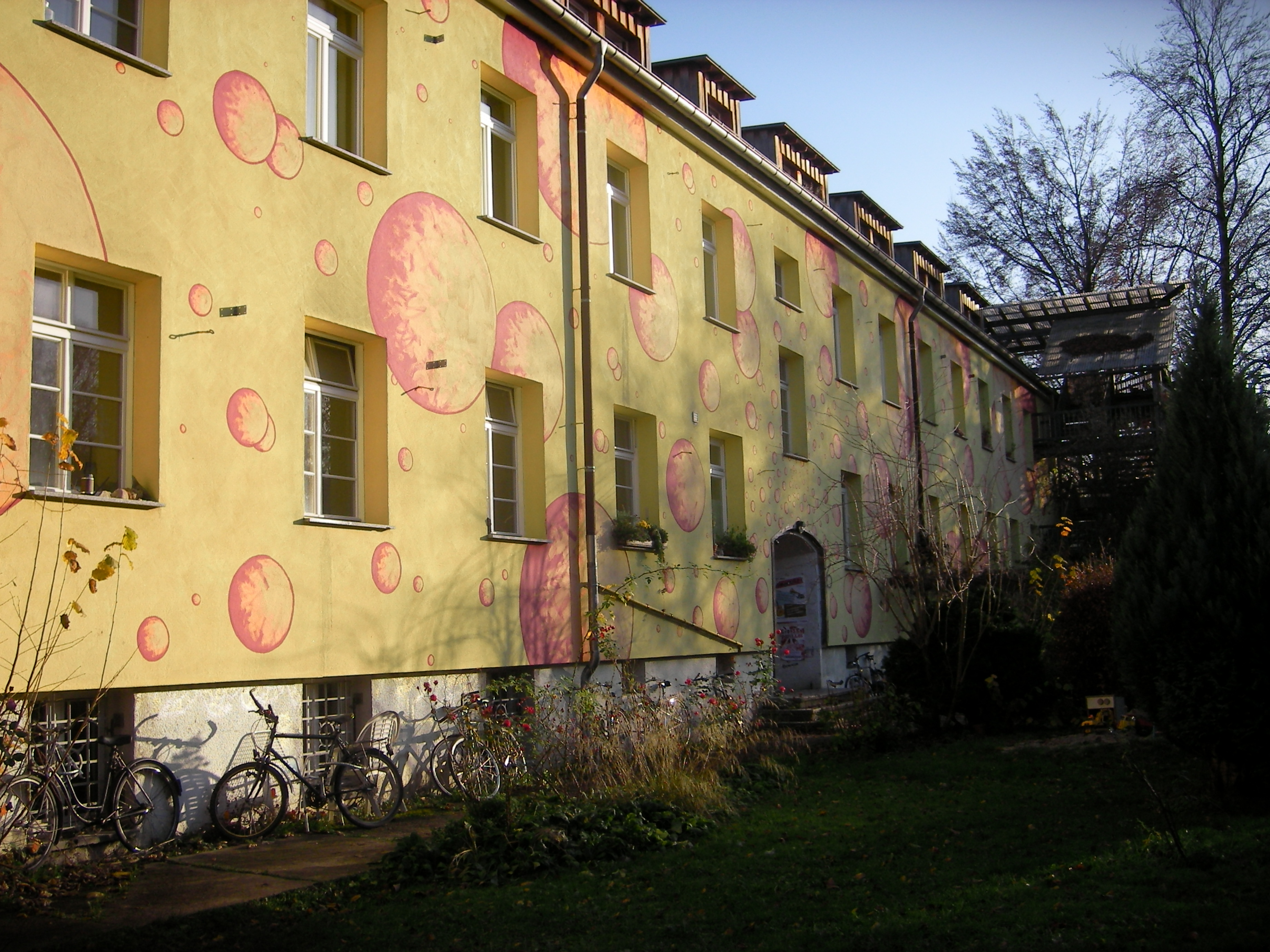
Blick von Westen auf Haus C

Im Mittelpunkt des SUSI-Konzeptes steht die Selbstverwaltung: Die Mitgliederversammlung als höchstes Gremium steht an der Spitze der Verwaltungs-Hierarchie, Arbeitsgruppen und Gremien machen die konkrete thematische Arbeit. Details werden innerhalb der zwei- bis zehnköpfigen Wohngruppen/WGs dezentral abgestimmt sowie in AGs zu den Werkstätten (Schreinerei, Töpferei), dem Café (mit politischen und Kulturveranstaltungen), Sport-/Kletterräumen oder dem Kinderkeller. Die Bewohner sind somit gleichzeitig Mieter und Vermieter.
Gemäß dem Energie- und Ökologiekonzept von SUSI wurde der Umbau ressourcen- und energieschonend bewältigt: So weit es ging, blieb Bestehendes erhalten, Baustoffe wurden entsprechend ihrer Umweltverträglichkeit ausgewählt. Alle Gebäude sind mittlerweile mit einer Fassaden- sowie Dachdämmung versehen, Fenster wurden zu einem großen Teil durch solche mit Wärmeschutzverglasung ersetzt.

## Finanzierung
SUSI entstand zu rechnerischen Gesamtkosten von 5,5 Millionen €. Im Rahmen einer Öffentlichkeits-Kampagne 1992/93 konnte gut eine Million DM (ca. 560.000 €) in Form von zinsverbilligten Privatdarlehen akquiriert werden, der Rest der Kaufsumme wurde insbesondere durch Zuschüsse für studentischen Wohnungsbau (1,5 Millionen €), günstige Förderdarlehen für sozialen Wohnungsbau (2,1 Millionen €) sowie Bankkredite (1 Million €) aufgebracht.
Für diese Summe entstand auf einem Grundstück von 15.000 m² Wohnraum von 7.300 m² in 45 Wohnungen für insgesamt 260 Menschen. Dem stehen Mieteinnahmen gegenüber in Höhe von ca. 450.000 € pro Jahr. Die sehr ehrgeizig veranschlagten Baukosten von ca. 435 €/m² Wohnfläche konnten tatsächlich eingehalten werden. Durch von den Bewohnern nachträglich gewünschten ökologischen Maßnahmen (z. B. Wärmedämmung für Dächer und Fassaden, Balkone etc.) liegt der Wert heute etwas höher. Diese Werte wären nicht einzuhalten gewesen ohne die Muskelhypothek, also zu großen Teilen unentgeltliche Eigenleistungen der Bewohner.